# Díogenés z Apollónie
Díogenés z Apollónie (řecky Διογένης Ἀπολλωνιάτης, 5. století př. n. l., narozen v Apollónu na Krétě) byl řecký filosof. Byl zastáncem myšlenky že základní pralátkou je vzduch. Ve svém učení vycházel z Anaximena a Anaxagora. O jeho životě není mnoho informací. Je pravděpodobné že byl mladší než iónští filosofové. V jednom svém spise vysvětloval pád povětroně v Aigospotamech roku 469, z čehož je možné soudit, že žil v této době. Oproti Anaxagorově dualistickému názoru se zastával starších monistických teorií iónských filosofů.

## Učení
Ve svém díle vychází z důležité logické věty, že je třeba při vědecké práci položit na začátku nepopiratelný princip a podat prostý i vážný výklad. Tento princip je pro Diogéna věčný a celý svět splývá v jeho modifikacích. Tím principem je pro něj, stejně jako pro Anaximena, vzduch, který je nekonečný, věčný, nezměrný, všemohoucí, všepoznávající, pronikající vším a podmiňuje veškeren život v přírodě. Vesmír je vzduchem oživen, stejně tak jako duše v jednotlivých bytostech je vzdušné povahy. Růzností vzduchu vysvětluje i nestejnost života duševního. Myšlení je správné, jen když vzduch je čistý a suchý, vlhkost škodí rozumnosti. Proto lidé opilí jsou duševně otupělí. Podobně vlhkým stává se duševní vzduch i ve spánku, a proto rozumová činnost tu chabne. Rostliny nemají v nitru prázdného prostoru, nemohou vdechovat vzduch a jsou proto úplně zbaveny sebevědomí.
Podle Diogéna byla činnost smyslová, cit bolesti a rozkoše i myšlení ovlivňováno směšování vzduchu s krví, která pomocí žil proniká celým tělem. Kvůli tomu podnikl i několik zajímavých anatomických studií. Rozeznával dvě hlavní žíly, jednu pro pravou a druhou pro levou stranu lidského těla. Pokoušel se též o vysvětlení stoupání vody v Nilu tím, že slunce přitahuje mořskou vodu a zemské vlhko se pak spouští do Nilu. Učil, že zároveň existuje několik světů, které jsou podobné našemu.

## Dílo
- Peri fyseós (o přírodě), dochovalo se jen 10 zlomků